# Lutzensägmühle
Die Lutzensägmühle ist ein zur Stadt Murrhardt gehörender Weiler im baden-württembergischen Rems-Murr-Kreis.

## Lage
Die aus einer Wassermühle hervorgegangene Siedlung mit etwa 20 Hausnummern steht rund zwei Kilometer östlich des Murrhardter Stadtzentrums am rechten Ufer der Murr. Lutzensägmühle ist mit der nach dem Zweiten Weltkrieg am unteren rechten Murrtalhang erbauten Almsiedlung nahezu zusammengewachsen und wird lediglich durch die Trasse der Murrbahn von ihr getrennt. Umliegende Ortschaften sind Karnsberg im Norden weit über der Almsiedlung auf hohem Bergplateau, Hausen an der Murr mit dem Gehöft Neuhausen murraufwärts im Osten, die Weiler Köchersberg südöstlich auf der linken Talhöhe, das Wohngebiet Sägdöbel am gegenüberliegenden Murrufer sowie das Hirschsägewerk mit dem Gasthaus Hirschkeller wenig flussabwärts davon.

## Geschichte
Erstmals genannt wurde die Lutzensägmühle im Jahre 1576. Der Name geht wahrscheinlich auf eine Person mit dem Vornamen Ludwig oder auf den Familiennamen Lutz zurück. Zu Beginn des 19. Jahrhunderts hatte die Lutzensägmühle einen etwa 100 Meter langen Mühlkanal, der rechts von der Murr abzweigte. Zu dieser Zeit gehörte die Mühle einer Eigentümergemeinschaft, die sich aus Landwirten und Handwerkern zusammensetzte, zu denen der Säger Johann Georg Reber, die Landwirte Andreas und David Wurst aus Karnsberg, Kaufmann Fink und der Bäckermeister Heinrich Wengert aus Murrhardt gehörten. 1919 kam die Mühle in den Besitz der Familie Bunz. Bis 1925 hatte die Lutzensägmühle ein Wasserrad, danach eine Schmidt-Turbine. 1949 wurde eine Francis-Turbine eingebaut. Das Sägewerk war so bis 1980 in Betrieb. 1988 wurde die Turbine zur Stromgewinnung reaktiviert.

### Einwohnerentwicklung
- 1871: 42 Einwohner[1]
- 1881: 38 Einwohner[2]

## Persönlichkeiten
- Carl Obenland (1908–2008), Landschafts- und Porträtmaler, lebte im Weiler Lutzensägmühle